# Liste der Schmalspurbahnen in der Schweiz
Die Liste der Schmalspurbahnen in der Schweiz führt alle bestehenden schmalspurigen Eisenbahnstrecken der Schweiz auf. Die Liste enthält auch schmalspurige Zahnradbahnen, für die Gesamtsicht siehe die Liste der Zahnradbahnen in der Schweiz. Standseilbahnen sind in der Liste der Schweizer Standseilbahnen aufgeführt.
In der Schweiz sind Schmalspurbahnen meist meterspurig und über das ganze Land verteilt. Sie überschreiten in mehreren Fällen die Landesgrenze. Viele davon fahren seit Betriebseröffnung elektrisch. In den Alpen besteht innerhalb des Alpenhauptkamms ein vom Wallis bis Graubünden reichendes durchgehendes Meterspurnetz, das von der Matterhorn-Gotthard-Bahn (MGB) mit gemischtem Adhäsions- und Zahnradbetrieb und von der Rhätischen Bahn (RhB) zur Gänze im Adhäsionsbetrieb befahren wird. Schon sehr früh wurden mit Schmalspurbahnen Berge für den aufstrebenden Tourismus erschlossen, so beispielsweise der Monte Generoso oder das Jungfraujoch. Der Tourismus führte auch auf den Meterspurbahnen erst zu Luxus- und später zu Panoramazügen. Eine Vorreiterrolle spielte hier die Montreux-Berner Oberland-Bahn (MOB), erst mit dem Golden Mountain Pullman Express dann mit Panoramawagen. Viele kleinere Meterspurbahnen, vor allem in der Westschweiz, im Mittelland und in der Ostschweiz entwickelten sich parallel zur Bevölkerungsentwicklung in den Agglomerationen zu leistungsfähigen Transportunternehmen des öffentlichen Verkehrs, teils mit S-Bahn-ähnlichem Vorortsverkehr. So befördert der Regionalverkehr Bern–Solothurn (RBS) mehr Fahrgäste auf Meterspur als MGB und RhB zusammen.
Neben der Meterspur sind in der Schweiz auch andere Spurweiten gängig: 600 Millimeter meist bei als Museumsbahn betriebenen Feldbahnen, 800 Millimeter bei Zahnradbergbahnen und 900 Millimeter bei temporären Werksbahnen im Tunnelbau, die zum Teil recht umfangreich sein können.
| Inhaltsübersicht |
| --- |
| 1 Bestehende Schmalspurbahnen |
| 1.1 Aargau-Zürich 1.2 Appenzell-St. Gallen-Thurgau 1.3 Bern-Freiburg-Waadt 1.4 Bern-Jura-Neuenburg 1.5 Bern-Luzern-Solothurn 1.6 Bern-Luzern-Unterwalden 1.7 Basel-Solothurn 1.8 Genf-Waadt 1.9 Graubünden-Uri-Wallis 1.10 Tessin 1.11 Waadt-Wallis 1.12 Anmerkungen |
| 2 Ehemalige Schmalspurbahnen |
| 3 Siehe auch |
| 4 Literatur |

## Bestehende Schmalspurbahnen
Bei den durchwegs meterspurigen städtischen Tramnetze sind die einzelnen Linien nicht aufgeführt.
Bemerkungen zu den Spaltenüberschriften
- (Betriebsart) seit: Bei Bahnen, die seit der Betriebseröffnung elektrifiziert sind, ist die Jahreszahl der Elektrifizierung in Klammern geschrieben.
- Status wird wie folgt angegeben:
  - Konz. = Eidgenössische Eisenbahninfrastrukturkonzession (öffentliche Eisenbahn)
  - kant. = unter kantonaler Aufsicht (öffentliche Eisenbahn mit Sonderstatut)
  - Werk = Werkbahn (nicht-öffentliche Eisenbahn)
- Länge: gemäss Kilometrierung, mit Berücksichtigung der Fehlerprofile
- Beförderung von Normalspurwagen: Verladestationen für Rollbock- oder Rollschemelverkehr sind unterstrichen.

| Region Kantone | Eigen- tümerin | Strecke                                                                                 | Sta- tus | Spur- weite mm | Länge km | Eröff- nung | Betriebsart                     | seit         | Beförderung von Normalspurwagen                                                                                      | Bemerkung |
| -------------- | -------------- | --------------------------------------------------------------------------------------- | -------- | -------------- | -------- | ----------- | ------------------------------- | ------------ | --- | --- |
| AG-ZH          | AVA            | Wohlen–Bremgarten–Dietikon                                                              | Konz.    | 1000           | 18,9     | 1876–1912   | 1200 V =                        | 1902         | Dreischienengleis 1912–2016, Rollschemel 1954–1977 Rollböcke 1977–1989                                               | teilweise zweispurig |
| AG-ZH          | AVA            | Aarau–Schöftland                                                                        | Konz.    | 1000           | 10,2     | 1901        | 750 V =                         | (1901)       | Rollböcke 1902–2002                                                                                                  | Suhrentalbahn |
| AG-ZH          | AVA            | Aarau–Menziken                                                                          | Konz.    | 1000           | 22,7     | 1904        | 750 V =                         | (1904)       | Rollböcke 1904–2002                                                                                                  | Wynentalbahn |
| AG-ZH          | Db             | Zürich Römerhof–Dolder                                                                  | Konz.    | 1000           | 1,3      | 1895        | 600 V =                         | (1895)       | | Dolderbahn, 1895–1972 Standseilbahn, 1972–1973 Umbau/Verlängerung zur Zahnradbahn                                                     |
| AG-ZH          | FB             | Zürich Rehalp–Esslingen                                                                 | Konz.    | 1000           | 13,1     | 1912        | 1200 V =                        | (1912)       | | Forchbahn, Zürich Rehalp–Neue Forch zweispurig                                                                                        |
| AG-ZH          | SchBB          | Schinznacher Baumschulbahn                                                              | Werk     | 600            | ≈3       | 1978        | Dampf, Diesel                   |              | | Museumsbetrieb |
| AG-ZH          | VBG            | Glattalbahn                                                                             | Konz.    | 1000           | 12,7     | 2006        | 600 V =                         | (2006)       | | Teil der Strassenbahn Zürich |
| AG-ZH          | VBZ            | Strassenbahn Zürich                                                                     | Konz.    | 1000           | 73       | 1882        | 600 V =                         | 1894         | | städtisches Tram, 1882–1900 normalspurig                                                                                              |
| AG-ZH          |                | Tonbahn Bözenegg (Schinznach-Dorf–Zürcher Ziegeleien)                                   | Werk     | 600            | 0,7      | 1935        | Diesel                          |              | | Tontransporte 2000 eingestellt, heute in Privatbesitz (Bözenegg-Eriwis-Bahn)                                                          |
| Ap.-SG-TG      | AB             | Gossau–Appenzell                                                                        | Konz.    | 1000           | 25,9     | 1875–1913   | 1500 V =                        | 1933         | Rollböcke 1978–2010                                                                                                  | |
| Ap.-SG-TG      | AB             | Appenzell–Wasserauen                                                                    | Konz.    | 1000           | 6,2      | 1912        | 1500 V =                        | (1949)       | Rollböcke 1978–2010                                                                                                  | 1912–1949 Betrieb mit 1000 V = |
| Ap.-SG-TG      | AB             | Appenzell–St. Gallen–Trogen                                                             | Konz.    | 1000           | 29,7     | 1889–1904   | 1500 V =                        | (1903), 1931 | Rollböcke 1989–2010                                                                                                  | bis zur Eröffnung des Ruckhaldetunnels (7. Oktober 2018) teilweise Zahnradbahn, Stadtstrecke St. Gallen–Schülerhaus zweispurig        |
| Ap.-SG-TG      | AB             | Gais–Altstätten Stadt                                                                   | Konz.    | 1000           | 7,7      | 1911        | 1500 V =                        | (1953)       | | teilweise Zahnradbahn, 1911–1953 Betrieb mit 1000 V =                                                                                 |
| Ap.-SG-TG      | AB             | Rheineck–Walzenhausen                                                                   | Konz.    | 1200           | 1,9      | 1909–1958   | 600 V =                         | (1958)       | | teilweise Zahnradbahn, Rheineck–Ruderbach 1909–1958 Betrieb mit 500 V 50 Hz Δ                                                         |
| Ap.-SG-TG      | AB             | Frauenfeld–Wil                                                                          | Konz.    | 1000           | 17,4     | 1887        | 1200 V =                        | 1921–1922    | Rollböcke 1978–2011                                                                                                  | |
| Ap.-SG-TG      | IRR            | (Steinbruch Koblach–) Grenze A-CH–Kriessern–Widnau–Grenze CH-A (–Lustenau–Rheinmündung) | Werk     | 750            | ≈7,0     | 1895        | 750 V = (auch Dampf und Diesel) | 1946–1954    | | bis 2006 Dienstbahn der Internationalen Rheinregulierung (IRR), seit 2008 Museumsbetrieb des Vereins „Rhein-Schauen“                  |
| BE-FR-VD       | MOB            | Montreux–Zweisimmen–Lenk                                                                | Konz.    | 1000           | 75,0     | 1901–1912   | 900 V =                         | (1901)       | Rollschemel seit 1913, 1979–2016 Rollböcke                                                                           | |
| BE-FR-VD       | MVR            | Vevey–Blonay–Les Pléiades                                                               | Konz.    | 1000           | 10,5     | 1902–1911   | 900 V =                         | (1902)       | Rollschemel 1928–1957                                                                                                | teilweise Zahnradbahn |
| BE-FR-VD       | MVR            | Blonay–Chamby                                                                           | Konz.    | 1000           | 3,0      | 1902        | 900 V =                         | (1902)       | | Museumsbahn Blonay–Chamby |
| BE-FR-VD       | MVR            | Montreux–Glion                                                                          | Konz.    | 800            | 2,7      | 1909        | 850 V =                         | 1909         | | Zahnradbahn |
| BE-FR-VD       | MVR            | Glion–Rochers de Naye                                                                   | Konz.    | 800            | 7,6      | 1892        | 850 V =                         | 1938         | | Zahnradbahn |
| BE-FR-VD       | TPF            | Palézieux–Châtel-Saint-Denis–Bulle                                                      | Konz.    | 1000           | 26,2     | 1901–1904   | 900 V =                         | (1901)       | Rollschemel seit 1963, 1982–2018 Rollböcke                                                                           | |
| BE-FR-VD       | TPF            | Montbovon–Bulle–Broc-Fabrique                                                           | Konz.    | 1000           | 17,2     | 1903–1912   | 900 V =                         | (1903)       | Rollschemel seit 1959, 1984–2018 Rollböcke                                                                           | Bulle–Broc: Güterverkehr 2018 eingestellt; seit 2022 normalspurig, 15 kV 16,7 Hz. Bulle–La Tour-de-Trême: seit 2022 Dreischienengleis |
| BE-JU-NE       | CJ             | La Chaux-de-Fonds–Le Noirmont–Glovelier                                                 | Konz.    | 1000           | 51,3     | 1892–1904   | 1500 V =                        | 1953         | Rollschemel seit 1912                                                                                                | Saignelegier–Glovelier (24,9 km) 1904–1948 normalspurig                                                                               |
| BE-JU-NE       | CJ             | Le Noirmont–Tavannes                                                                    | Konz.    | 1000           | 23,0     | 1884–1913   | 1500 V =                        | 1913         | Rollschemel seit 1921                                                                                                | |
| BE-JU-NE       | TRN            | Tramlinie(n) Neuenburg                                                                  | Konz.    | 1000           | 8,9      | 1892        | 600 V =                         | 1902         | | Überlandstrecke Neuchâtel Place Pury–Boudry, teilweise zweispurig                                                                     |
| BE-JU-NE       | TRN            | La Chaux-de-Fonds–Les Ponts-de-Martel                                                   | Konz.    | 1000           | 16,2     | 1889        | 1500 V =                        | 1950         | Rollschemel 1966–20..                                                                                                | |
| BE-JU-NE       | TRN            | Le Locle–Les Brenets                                                                    | Konz.    | 1000           | 4,2      | 1890        | 1500 V =                        | 1950         | | |
| BE-LU-SO       | ASm            | Biel/Bienne–Täuffelen–Ins                                                               | Konz.    | 1000           | 21,2     | 1916–1926   | 1200 V =                        | (1916)       | Rollschemel 1917–2001                                                                                                | |
| BE-LU-SO       | ASm            | Solothurn–Niederbipp                                                                    | Konz.    | 1000           | 14,4     | 1918        | 1200 V =                        | (1918)       | Rollschemel seit 1918, Rollböcke seit 1986, Dreischienengleis seit 1970                                              | |
| BE-LU-SO       | ASm            | Langenthal–Niederbipp–Oensingen                                                         | Konz.    | 1000           | 12,8     | 1907–1925   | 1200 V =                        | (1907)       | Rollschemel seit 1909, Rollböcke seit 1986                                                                           | „Bipperlisi“, Siggere–Attiswil zweispurig                                                                                             |
| BE-LU-SO       | ASm            | Langenthal Gaswerk–St. Urban Ziegelei                                                   | Konz.    | 1000           | 5,8      | 1917        | 1200 V =                        | (1917)       | Rollschemel seit 1917, Rollböcke seit 1986                                                                           | |
| BE-LU-SO       | RBS            | Solothurn–Zollikofen                                                                    | Konz.    | 1000           | 27,0     | 1916        | 1250 V =                        | (1916)       | Rollböcke seit 1986, Rollschemel seit 1916                                                                           | teilweise zweispurig |
| BE-LU-SO       | RBS            | Zollikofen–Worblaufen                                                                   | Konz.    | 1000           | 2,7      | 1924        | 1250 V =                        | (1924)       | Rollschemel bis 1924, Dreischienengleis seit 1924                                                                    | Rüttilinie, Oberzollikofen–Worblaufen zweispurig                                                                                      |
| BE-LU-SO       | RBS            | Unterzollikofen–Worblaufen–Bern                                                         | Konz.    | 1000           | 5,3      | 1912        | 1250 V =                        | (1912)       | Rollschemel 1912–1970                                                                                                | Worblaufen–Bern zweispurig |
| BE-LU-SO       | RBS            | Worb Dorf–Worblaufen                                                                    | Konz.    | 1000           | 11,0     | 1913        | 1250 V =                        | (1913)       | Dreischienengleis seit 1968, Rollschemel seit 1913                                                                   | Bolligen–Worblaufen zweispurig |
| BE-LU-SO       | RBS            | Bern Egghölzli–Worb Dorf                                                                | Konz.    | 1000           | 7,5      | 1898        | 600 V =                         | 1910         | Rollböcke 1907–1913, Rollschemel 1912–1979                                                                           | Muri bei Bern–Gümligen Melchenbühl zweispurig, 1910–1987 Betrieb mit 800 V =                                                          |
| BE-LU-SO       | SVB            | Strassenbahn Bern                                                                       | Konz.    | 1000           | 40       | 1890        | 600 V =                         | 1901         | | städtisches Tram |
| BE-LU-SO       |                | Gisikon–Root, Ziegelei Schumacher                                                       | Werk     | 600            | ~1,2     |             |                                 |              | | Werkbahn |
| BE-LU-Uw.      | BLM            | Grütschalp–Mürren                                                                       | Konz.    | 1000           | 4,3      | 1891        | 550 V =                         | (1891)       | | Mürrenbahn |
| BE-LU-Uw.      | BOB            | Interlaken Ost–Lauterbrunnen/Grindelwald                                                | Konz.    | 1000           | 23,7     | 1890        | 1500 V =                        | 1914         | Rollschemel 1942–2019                                                                                                | teilweise Zahnradbahn, Umler–Zweilütschinen zweispurig                                                                                |
| BE-LU-Uw.      | BOB            | Wilderswil–Schynige Platte                                                              | Konz.    | 800            | 7,3      | 1893        | 1500 V =                        | 1914         | | Zahnradbahn |
| BE-LU-Uw.      | BRB            | Brienz–Rothorn                                                                          | Konz.    | 800            | 7,6      | 1892        | Dampf, Diesel                   |              | | Zahnradbahn |
| BE-LU-Uw.      | JB             | Kleine Scheidegg–Jungfraujoch                                                           | Konz.    | 1000           | 9,3      | 1898–1912   | 1125 V 50 Hz Δ                  | (1964)       | | Jungfraubahn, Zahnradbahn, 1898–1960 Betrieb mit 650 V 40 Hz Δ, 1960–1964 mit 650 V 50 Hz Δ                                           |
| BE-LU-Uw.      | KWO            | Guttannen–Handeck                                                                       | Werk     | 500            | 4,8      |             | Akkumulatoren-Triebwagen        |              | | Stollenbahn |
| BE-LU-Uw.      | PB             | Alpnachstad–Pilatus Kulm                                                                | Konz.    | 800            | 4,3      | 1889        | 1550 V =                        | 1937         | | Zahnradbahn |
| BE-LU-Uw.      | WAB            | Lauterbrunnen–Wengen–Grindelwald                                                        | Konz.    | 800            | 19,1     | 1893        | 1500 V =                        | 1909         | | Wengernalpbahn, Zahnradbahn, teilweise zweispurig                                                                                     |
| BE-LU-Uw.      | ZB             | Luzern – Interlaken Ost                                                                 | Konz.    | 1000           | 73,3     | 1889        | 15 kV 16,7 Hz                   | 1941–1942    | Dreischienengleis seit 2012, Vierschienengleis seit 1897, Rollschemel seit 1920, 1941–1946 Interlaken Ost–Zweisimmen | Brünigbahn, teilweise Zahnradbahn, teilweise zweispurig                                                                               |
| BE-LU-Uw.      | ZB             | Hergiswil–Stans                                                                         | Konz.    | 1000           | 5,8      | 1964        | 15 kV 16,7 Hz                   | (1964)       | Rollschemel 1964–20..                                                                                                | Teil der Engelbergerlinie |
| BE-LU-Uw.      | ZB             | Stans–Engelberg                                                                         | Konz.    | 1000           | 18,6     | 1898        | 15 kV 16,7 Hz                   | (1964)       | Rollschemel 1964–20..                                                                                                | Engelbergerlinie, teilweise Zahnradbahn, 1898–1964 Betrieb mit 750–850 V 33 Hz Δ                                                      |
| BE-LU-Uw.      | ZB             | Meiringen–Innertkirchen                                                                 | Konz.    | 1000           | 4,8      | 1926        | 1200 V =                        | 1977         | Rollschemel 1926–2019, Rollböcke ab 2021                                                                             | 1931–1977 Betrieb mit Akkumulatoren-Triebwagen                                                                                        |
| BL-BS-SO       | BLT            | Basel Heuwaage–Grenze CH-F (–Leymen–) Grenze F-CH–Rodersdorf                            | Konz.    | 1000           | 13,2     | 1887–1910   | 600 V =                         | 1905         | | Birsigtalbahn, Basel Heuwaage–Ettingen zweispurig; Betrieb 1905–1928 mit 750 V =, 1928–1984 mit 900 V =                               |
| BL-BS-SO       | BLT            | Basel Dreispitz–Aesch                                                                   | Konz.    | 1000           | 8,2      | 1907        | 600 V =                         | (1907)       | | Basel Dreispitz–Herrenweg zweispurig                                                                                                  |
| BL-BS-SO       | BLT            | Basel Dreispitz–Dornach                                                                 | Konz.    | 1000           | 6,8      | 1902        | 600 V =                         | (1902)       | | Birseckbahn, Basel Dreispitz–Arlesheim Basler Strasse zweispurig                                                                      |
| BL-BS-SO       | BLT            | Basel Schänzli–Pratteln                                                                 | Konz.    | 1000           | 6,1      | 1921        | 600 V =                         | (1921)       | | zweispurig |
| BL-BS-SO       | BLT            | Liestal–Waldenburg                                                                      | Konz.    | 1000           | 13,1     | 1880        | 1500 V =                        | 1953         | | Waldenburgerbahn, bis 2021: Spurweite 750 mm                                                                                          |
| BL-BS-SO       | BVB            | Strassenbahn Basel                                                                      | Konz.    | 1000           | 77       | 1895        | 600 V =                         | 1895         | | städtisches Tram mit Abschnitt nach Weil am Rhein (D) und St. Louis (F)                                                               |
| GE-VD          | LEB            | Lausanne–Echallens–Bercher                                                              | Konz.    | 1000           | 23,7     | 1873–1889   | 1500 V =                        | 1936         | Lausanne-Flon–Lausanne-Chauderon zweispurig                                                                          | |
| GE-VD          | MBC            | Morges–Apples–Bière/L‘Isle-Mont-la-Ville                                                | Konz.    | 1000           | 29,7     | 1895        | 15 kV 16,7 Hz                   | 1943         | Rollböcke seit 1981, Rollschemel 1965–1981                                                                           | zusätzlich Anschlussgleis zur Kaserne Bière                                                                                           |
| GE-VD          | NStCM          | Nyon–La Cure                                                                            | Konz.    | 1000           | 26,7     | 1916–1917   | 1500 V =                        | (1985)       | | 1916–1985 Betrieb mit 2200 V = |
| GE-VD          | TPG            | Strassenbahn Genf                                                                       | Konz.    | 1000           | 36       | 1862        | 600 V =                         | 1894         | Rollböcke ab 1896, Rollschemel ab 1922, bis 1955                                                                     | städtisches Tram, bis 1901/02 normalspurig                                                                                            |
| GE-VD          | Travys         | Yverdon–Sainte-Croix                                                                    | Konz.    | 1000           | 24,2     | 1893        | 15 kV 16,7 Hz                   | 1945         | Rollböcke 1899 und wieder seit 1974, Rollschemel 1972–1974                                                           | |
| GR-UR-VS       | DFB            | Oberwald–Gletsch–Realp                                                                  | Konz.    | 1000           | 17,9     | 1915–1926   | Dampf, Diesel                   |              | | Furka-Bergstrecke, teilweise Zahnradbahn, 1942–1981 elektrifiziert mit 11 kV 16 ⅔ Hz                                                  |
| GR-UR-VS       | GGB            | Zermatt–Gornergrat                                                                      | Konz.    | 1000           | 9,3      | 1898        | 725 V 50 Hz Δ                   | (1930)       | | Gornergratbahn, Zahnradbahn, teilweise zweispurig, 1898–1930 Betrieb mit 550 V 40 Hz Δ                                                |
| GR-UR-VS       | MGB            | Brig–Oberwald                                                                           | Konz.    | 1000           | 40,7     | 1915        | 11 kV 16,7 Hz                   | 1941         | | Teil der Furkalinie, teilweise Zahnradbahn                                                                                            |
| GR-UR-VS       | MGB            | Oberwald–Realp                                                                          | Konz.    | 1000           | 17,7     | 1982        | 11 kV 16,7 Hz                   | (1982)       | | Furka-Basistunnel |
| GR-UR-VS       | MGB            | Realp–Andermatt–Disentis/Mustér                                                         | Konz.    | 1000           | 37,6     | 1926        | 11 kV 16,7 Hz                   | 1940–1941    | | teilweise Zahnradbahn |
| GR-UR-VS       | MGB            | Andermatt–Göschenen                                                                     | Konz.    | 1000           | 3,7      | 1917        | 11 kV 16,7 Hz                   | (1941)       | | Schöllenenbahn, teilweise Zahnradbahn, 1917–1941 Betrieb mit 1200 V =                                                                 |
| GR-UR-VS       | MGB            | Brig–Visp                                                                               | Konz.    | 1000           | 8,9      | 1930        | 11 kV 16,7 Hz                   | (1930)       | | |
| GR-UR-VS       | MGB            | Visp–Zermatt                                                                            | Konz.    | 1000           | 35,0     | 1890–1891   | 11 kV 16,7 Hz                   | 1929         | | teilweise Zahnradbahn |
| GR-UR-VS       | RhB            | Landquart–Klosters–Davos Platz                                                          | Konz.    | 1000           | 50,0     | 1889–1890   | 11 kV 16,7 Hz                   | 1919–1921    | Rollschemel seit 1954                                                                                                | Davoserlinie, teilweise zweispurig |
| GR-UR-VS       | RhB            | Klosters–Sagliains                                                                      | Konz.    | 1000           | 22,1     | 1999        | 11 kV 16,7 Hz                   | (1999)       | | Vereinalinie, teilweise zweispurig |
| GR-UR-VS       | RhB            | Davos–Filisur                                                                           | Konz.    | 1000           | 19,3     | 1909        | 11 kV 16,7 Hz                   | 1919         | Rollschemel seit 1954                                                                                                | |
| GR-UR-VS       | RhB            | Landquart–Chur–Reichenau-Tamins–Thusis                                                  | Konz.    | 1000           | 41,3     | 1896        | 11 kV 16,7 Hz                   | 1921         | Dreischienengleis seit 1959, Rollschemel seit 1928                                                                   | Chur–Reichenau-Tamins zweispurig |
| GR-UR-VS       | RhB            | Thusis–Filisur–Bever–Samedan–St. Moritz                                                 | Konz.    | 1000           | 61,7     | 1903–1904   | 11 kV 16,7 Hz                   | 1919         | Rollschemel seit 1954                                                                                                | Albulalinie, teilweise zweispurig |
| GR-UR-VS       | RhB            | Samedan–Pontresina                                                                      | Konz.    | 1000           | 5,3      | 1908        | 11 kV 16,7 Hz                   | 1913         | Rollschemel seit 1954                                                                                                | |
| GR-UR-VS       | RhB            | Bever–Sagliains–Scuol-Tarasp                                                            | Konz.    | 1000           | 49,4     | 1913        | 11 kV 16,7 Hz                   | (1913)       | Rollschemel seit 1954                                                                                                | Engadinerlinie |
| GR-UR-VS       | RhB            | Chur–Arosa                                                                              | Konz.    | 1000           | 25,7     | 1914        | 11 kV 16,7 Hz                   | (1997)       | | Aroserlinie, 1914–1997 Betrieb mit 2400 V =                                                                                           |
| GR-UR-VS       | RhB            | Reichenau-Tamins–Disentis/Mustér                                                        | Konz.    | 1000           | 49,3     | 1903–1912   | 11 kV 16,7 Hz                   | 1922         | Rollschemel seit 1954                                                                                                | Oberländer- oder Surselvalinie |
| GR-UR-VS       | RhB            | St. Moritz–Campogologno Grenze CH-I (–Tirano)                                           | Konz.    | 1000           | 60,8     | 1908–1910   | 1000 V =                        | (1935)       | Rollschemel seit 1954                                                                                                | Berninabahn |
| GR-UR-VS       | RiT            | Riffelalptram                                                                           | Konz.    | 800            | 0,7      | 1899        | Akkumulatoren-Triebwagen        | 2001         | | 1899–1960 Betrieb mit 500–550 V 40 Hz Δ                                                                                               |
| TI             | FART           | Locarno–Camedo–Grenze CH-I (–Domodossola)                                               | Konz.    | 1000           | 19,0     | 1907–1923   | 1200 V =                        | (1923)       | Rollschemel 1952–1984                                                                                                | Centovallibahn, Locarno–Ponte Brolla 1907–1923 mit 5000 V 20 Hz (im Stadtbereich von Locarno mit 800 V 20 Hz) betrieben               |
| TI             | FLP            | Lugano–Ponte Tresa                                                                      | Konz.    | 1000           | 12,2     | 1912        | 1200 V =                        | (1912)       | | teilweise zweispurig |
| TI             | MG             | Capolago–Monte Generoso                                                                 | Konz.    | 800            | 9,0      | 1890        | 750 V =                         | 1982         | | Zahnradbahn |
| VD-VS          | TMR            | Martigny–Le Châtelard-Frontière–Grenze CH-F (–Saint-Gervais)                            | Konz.    | 1000           | 19,1     | 1906        | 850 V =                         | (1906)       | | teilweise Zahnradbahn, teilweise mit seitlicher Stromschiene                                                                          |
| VD-VS          | TPC            | Aigle–Leysin-Grand-Hôtel                                                                | Konz.    | 1000           | 6,2      | 1900–1916   | 1500 V =                        | (1946)       | | teilweise Zahnradbahn, Leysin-Village–Leysin-Feydey zweispurig, 1900–1946 Betrieb mit 600 V =                                         |
| VD-VS          | TPC            | Aigle–Le Sépey–Les Diablerets                                                           | Konz.    | 1000           | 22,3     | 1913–1914   | 1500 V =                        | (1913)       | | |
| VD-VS          | TPC            | Aigle–Ollon–Monthey–Champéry                                                            | Konz.    | 1000           | 23,4     | 1907–1990   | 1500 V =                        | (2016)       | | teilweise Zahnradbahn, 1907–2016 Betrieb mit 750–950 V =                                                                              |
| VD-VS          | TPC            | Bex–Villars-sur-Ollon–Bretaye                                                           | Konz.    | 1000           | 17,0     | 1898–1913   | 750 V =                         | (1898)       | | teilweise Zahnradbahn, Villars-sur-Ollon–Roches Grises zweispurig                                                                     |
| VD-VS          | TTE            | Les Montuires–Pied du Barrage                                                           | kant.    | 600            | 1,7      | 1975        | Diesel, Akkuloks                |              | | Trains touristiques d‘Émosson |

## Ehemalige Schmalspurbahnen

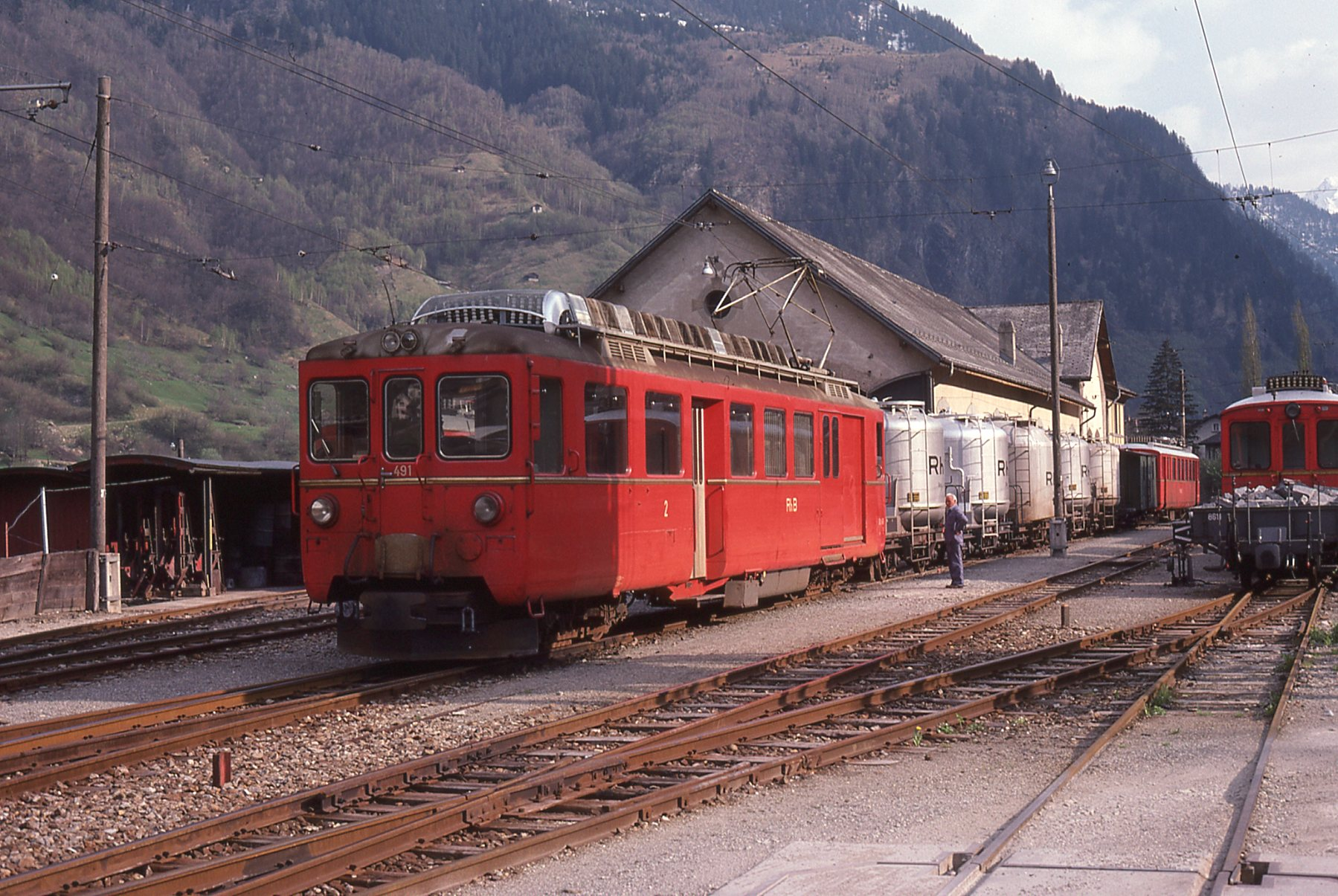
Rangierbetrieb im Jahr 1977 in der Endstation der inzwischen eingestellten Strecke Bellinzona–Mesocco der Rhätischen Bahn (RhB).

Sämtliche ehemaligen Schmalspurbahnen sind in der Liste der ehemaligen Schweizer Eisenbahnstrecken aufgeführt.